# Wittigbach
Der Wittigbach ist ein etwa 11 km langer Bach im Main-Tauber-Kreis im äußersten Nordosten Baden-Württembergs, der bei Grünsfeld von links in den Grünbach mündet. Mit allen Oberläufen ab dem Grundgraben kommt er auf eine Länge von etwa 25 km. Er übertrifft damit den Grünbach selbst an seiner Mündung nach Länge wie auch Einzugsgebiet und ist in hydrologischer Betrachtung deshalb als dessen Hauptoberlauf anzusehen.

## Geographie

### Verlauf
Der Wittigbach entsteht an der Grenzenmühle von Wittighausen aus seinen Oberläufen Schafbach und Seebach.
Der von Norden her zufließende, rechte Schafbach ist zusammen mit seinem Oberlaufstrang aus mehreren Gewässerabschnitten anderen Namens der bedeutendere Oberlauf. Seine oberste, dauerhaft schüttende Quelle ist der Höfelsbrunnen im Irtenberger Wald im bayerischen Landkreis Würzburg. Von hier aus zieht dieser 14,2 km lange Gewässerstrang  mit einem Teileinzugsgebiet von 82,8 km² in durchweg südlichen Richtungen nahe der Landesgrenze, über die er dreimal wechselt, durch Kirchheim und Oberwittighausen bis zur Grenzenmühle.
Der von Osten nahende linke Seebach, nach dem letzten Ort am Ufer auch Gützinger Bach genannt, ist dagegen nur 8,5 km lang und trägt auch ein kleineres Teileinzugsgebiet von nur 21,7 km² bei, das weit überwiegend in Bayern liegt.
Von der Grenzenmühle an fließt der neu entstandene Wittigbach zunächst in etwa südwestlicher Richtung durch den Ort Unterwittighausen der Gemeinde und danach durch ein enges Waldtal, in dem er auf das Gebiet der Kleinstadt Grünsfeld wechselt, bis zu deren Ort Zimmern, ab dem er auf der etwas kleineren zweiten Hälfte seines Namenslaufs westnordwestlich in weiterem und offenerem Tal bis nach Grünsfeld selbst zieht. An dessen Kernstadt mündet er von links in den von Norden kommenden, erst 14,8 km langen Grünbach, der bis dorthin erst ein Teileinzugsgebiet von 46,2 km² akkumuliert hat, während der Wittigbach mit seinem 25,1 km langen Gesamtstrang insgesamt 181,7 km² entwässert. Der vereinte Bach heißt gleichwohl weiter Grünbach und zieht in einer etwa 5,7 km langen S-Talschlinge  südwestwärts bis zu seiner Mündung in die Tauber bei Gerlachsheim.
Der Wittigbach ist ab dem auf etwa 370 m ü. NHN entspringenden Höfelsbrunnen am Beginn seines rechten Hauptoberlaufstrangs 25,1 km, ab dem Zusammenfluss seiner beiden Oberläufe 11,1 km lang. Er mündet etwa 38 Höhenmeter unterhalb des Zusammenflusses und hat auf seinem Namensabschnitt also ein mittleres Sohlgefälle von etwa 3,4 ‰. Das Gesamtgefälle von etwa 166 Höhenmeter ab dem Höfelsbrunnen bis zur Mündung gibt diesem Abschnitt einen etwa doppelt so hohen Wert von 6,6 ‰.

### Einzugsgebiet
Das 181,7 km² große Einzugsgebiet liegt beidseits der Grenze zwischen dem baden-württembergischen Main-Tauber-Kreis und dem bayerischen Landkreis Würzburg. Naturräumlich gesehen gehört es mit den beiden Oberläufen fast bis zu deren Zusammenfluss dem Ochsenfurter Gau und Gollachgau an, der kleinere restliche Teil im Südwesten liegt dagegen im Tauberland, worin für das eigentliche Tal ein eigener Unterraum Wittigbachtal ausgewiesen ist, während die Hochfläche und Nebentäler rechts und nördlich davon Teil des Unterraums Großrinderfelder Fläche, links und südlich entsprechend des Unterraums Messelhäuser Hochfläche sind. Der höchste Punkt liegt weit im Norden auf einer Waldhöhe im Irtenberger Wald zwischen der Waldeinöde Irtenberg und dem Höfelsbrunnen auf etwa 391 m ü. NHN.
Geologisch betrachtet ist die Landschaft vom Muschelkalk geprägt, dem auf den Hochebenen noch weithin eine dünnere Schicht Lettenkeuper (Erfurt-Formation) aufliegt und sehr oft auf den höheren Hügeln auch noch jüngerer Lösssedimente aus quartärer Ablagerung. Schon die Oberlauftäler sind überwiegend in den Oberen Muschelkalk eingegraben, der Wittigbach erreicht etwas vor Zimmern darunter den Mittleren Muschelkalk und etwas vor Grünsfeld den Unteren Muschelkalk. In Höhe dieser Schicht mündet er auch.
Im nördlichen Teil gibt es viel, teils auch zusammenhängenden Wald, am Südrand kleinere Waldinseln. Überwiegend allerdings ist das Gebiet eine offene Landschaft, die außer an den Steillagen der Täler dank der günstigen Böden dieser Gäulandschaft fast ausschließlich ackerbaulich genutzt wird. Die insgesamt geringe Besiedlung hält sich fast ganz an die Mulden- und Tallagen; hier liegen einige größere Dörfer und die Kleinstadt Grünsfeld.

### Zuflüsse
Hierarchische Liste aller größeren Zuflüsse und aller direkten auf dem Namensabschnitt, jeweils von der Quelle zur Mündung. Gewässerlängen in der Regel nach LUBW-GeNe (Datensatzeinträge), Einzugsgebiete entsprechend nach LUBW-BEZG, Höhenangaben nach dem Höhenlinienbild auf LUBW-TK. Auswahl. Andere Quellen für die Angaben sind vermerkt.
- Schafbach, rechter Oberlauf des Wittigbachs, 3,4 km, mit allen Oberläufen ab dem Grundgraben 14,2 km. Entsteht auf knapp 265 m ü. NHN am Südrand des unterfränkischen Kirchheim aus dem Zusammenfluss von Rimbach und Moosbach.
  - Rimbach oder auch Renkbach, rechter Oberlauf des Schafbachs, als Namensabschnitt 2,9 km, mit allen Oberläufen ab dem Grundgraben 10,5 km und 29,1 km². Entsteht aus dem Rasiggraben auf etwa 277 m ü. NHN durch Namenswechsel an einem Zulauf beim Egenburgerhof von Kirchheim.
    - Rasiggraben, 2,4 km, mit Oberlauf Grundgraben 7,6 km. Entsteht auf wenig über 285 m ü. NHN durch Namenswechsel am kurzzeitigen ersten Eintritt des Bachs nach Baden-Württemberg und auf die Großrinderfelder Gemarkung aus dem Grundgraben.
      - Grundgraben, oberster Namensabschnitt des Wittigbachs, 5,2 km. Entspringt auf etwa 370 m ü. NHN als Kesselbodengraben dem Höfelsbrunnen im südlichen Irtenberger Wald im Dreieck aus der Staatsstraße 578 im Nordwesten, der A im Südosten und der Landesgrenze zu Baden-Württemberg im Südwesten. Die Ursprünge von Grünbach und Gerchsheimer Grundgraben im oder am selben großen Wald sind beide weniger als einen Kilometer entfernt.

  - Moosbach, linker Oberlauf des Schafbachs, 7,8 km und 21,6 km². Entsteht auf etwa 307 m ü. NHN knapp einen Kilometer südöstlich von Geroldshausen an der Kreisstraße WÜ 33.
  - Sulzdorfer Graben, im Unterlauf auch Dammbach[LUBW 6], im Oberlauf auch Katzenbach[LUBW 6], von links auf unter 255 m ü. NHN am Haltepunkt Gaubüttelbrunn der Frankenbahn, 7,1 km und 23,4 km². Läuft am Nordrand des Marktes Giebelstädter Pfarrdorfs Ingolstadt aus einem kleinen Teich auf etwa 298 m ü. NHN.
- Seebach, am Unterlauf auch Gützinger Bach[LUBW 7], linker Oberlauf des Wittigbachs, 8,5 km und 21,9 km². Entsteht auf etwa 275 m ü. NHN weniger als 0,5 km nordwestlich des Gaukönigshofener Pfarrdorfs Wolkshausen.
- Grenzbach, am Unterlauf Effelter Graben, von rechts auf rund 240 m ü. NHN am Ortsanfang von Unter-Wittighausen, 3,4 km und 4,5 km². Entsteht auf über 335 m ü. NHN an der Waldinsel Strut etwa einen Kilometer nordwestlich des Wittighausener Dorfs Poppenhausen.
- Insinger Bach, von links auf unter 234 m ü. NHN an der Wittighausener Langenmühle, 8,1 km und 22,9 km². Entläuft auf unter 305 m ü. NHN einem Teich zwischen der B 19 und dem Markt Bütthardter Pfarrdorf Gaurettersheim.
  - Mühlbach, von links auf unter 256 m ü. NHN an der Markt Bütthardter Hetzenmühle, 3,5 km und 6,5 km². Entsteht auf etwa 325 m ü. NHN südlich von Bütthard am Rand des Waldes Rammerschlag kurz vor der baden-württembergischen Landesgrenze.
- (Bach aus dem Adamstal), von rechts auf etwa 234 m ü. NHN am Südrand von Unterwittighausen, 1,7 km.
- Tiefentalgraben, von rechts auf etwa 227 m ü. NHN an der unteren Wittighausener Kläranlage, 3,2 km. Entsteht etwas unter 325 m ü. NHN in den Deichselwiesen westlich des Wittighausener Dorfs Poppenhausen.
- Wurmgraben, von links auf etwa 220 m ü. NHN, 5,0 km und 14,9 km². Entfließt auf etwa 315 m ü. NHN dem etwa 1,7 ha großen Marstadter See südöstlich des Lauda-Königshofener Weilers Marstadt und durchläuft dann erst den Marstadter, dann den Zimmerer Grund.
- Messelhausener Graben, von links auf etwa 217 m ü. NHN an der Bahnstation des Grünsfelder Dorfes Zimmern, 2,4 km und 5,3 km². Entsteht auf rund 275 m ü. NHN westlich von Messelhausen an der K 2801.
- Uhlberger Graben, von rechts durch Zimmern auf rund 215 m ü. NHN, 6,9 km und 10,4 km². Entsteht auf rund 300 m ü. NHN südwestlich des Wittighausener Weilers Lilach neben der K 2882 an der Westspitze der Waldinsel Vogelherd.
- Kützbrunner Graben, von links und Südwesten auf etwa 210 m ü. NHN nach Zimmern, 2,4 km.
- Franzengraben, von rechts und Nordnordosten auf etwa 208 m ü. NHN, 0,7 km.
- Egelseegraben, von links und Südsüdwesten auf etwa 207 m ü. NHN, 0,7 km.
- Geisberggraben, von rechts und Nordosten auf etwa 206 m ü. NHN aus dem Giebelsberger Graben nach den ersten Häusern von Grünsfeld, 1,3 km.
- Ungerstalgraben, von rechts und Nordnordosten auf etwa 205 m ü. NHN in Grünsfeld noch vor dem Zentrum, 1,1 km.

### Flusssystem Wittigbach
- Liste der Fließgewässer im Flusssystem Wittigbach

## Wittigbachtalradweg
Der Wittigbachtalradweg verläuft entlang großer Teile des Wittigbachtals. Von Oberwittighausen über Unterwittighausen und Zimmern bis Grünsfeld ist der Radweg asphaltiert. In Grünsfeld besteht ein Anschluss an den Grünbachtalradweg, der wiederum in Gerlachsheim an den Taubertalradweg anknüpft.

Ansichten des Wittigbachtalradwegs
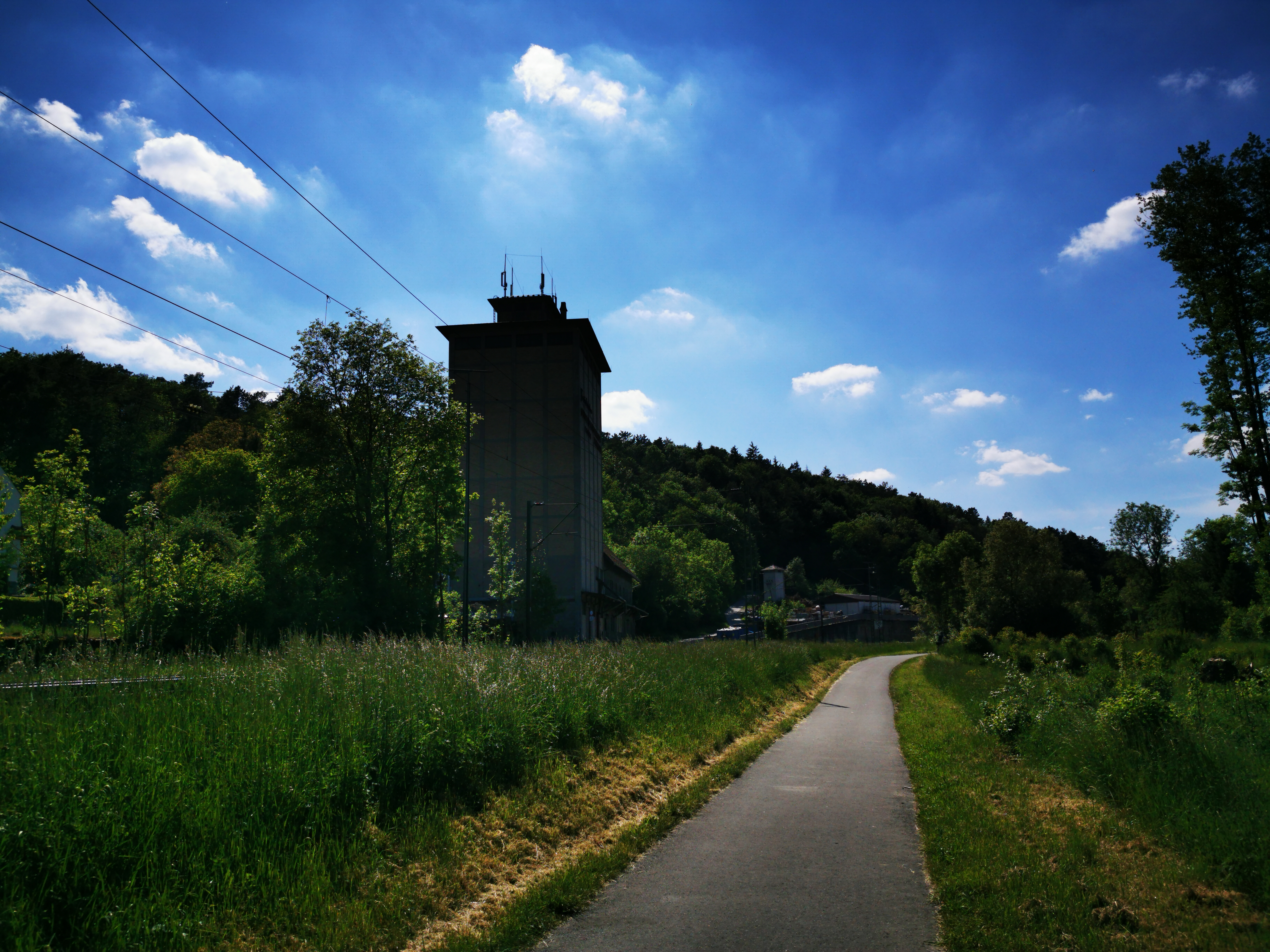
Wittigbachtalradweg in Grünsfeld-Zimmern
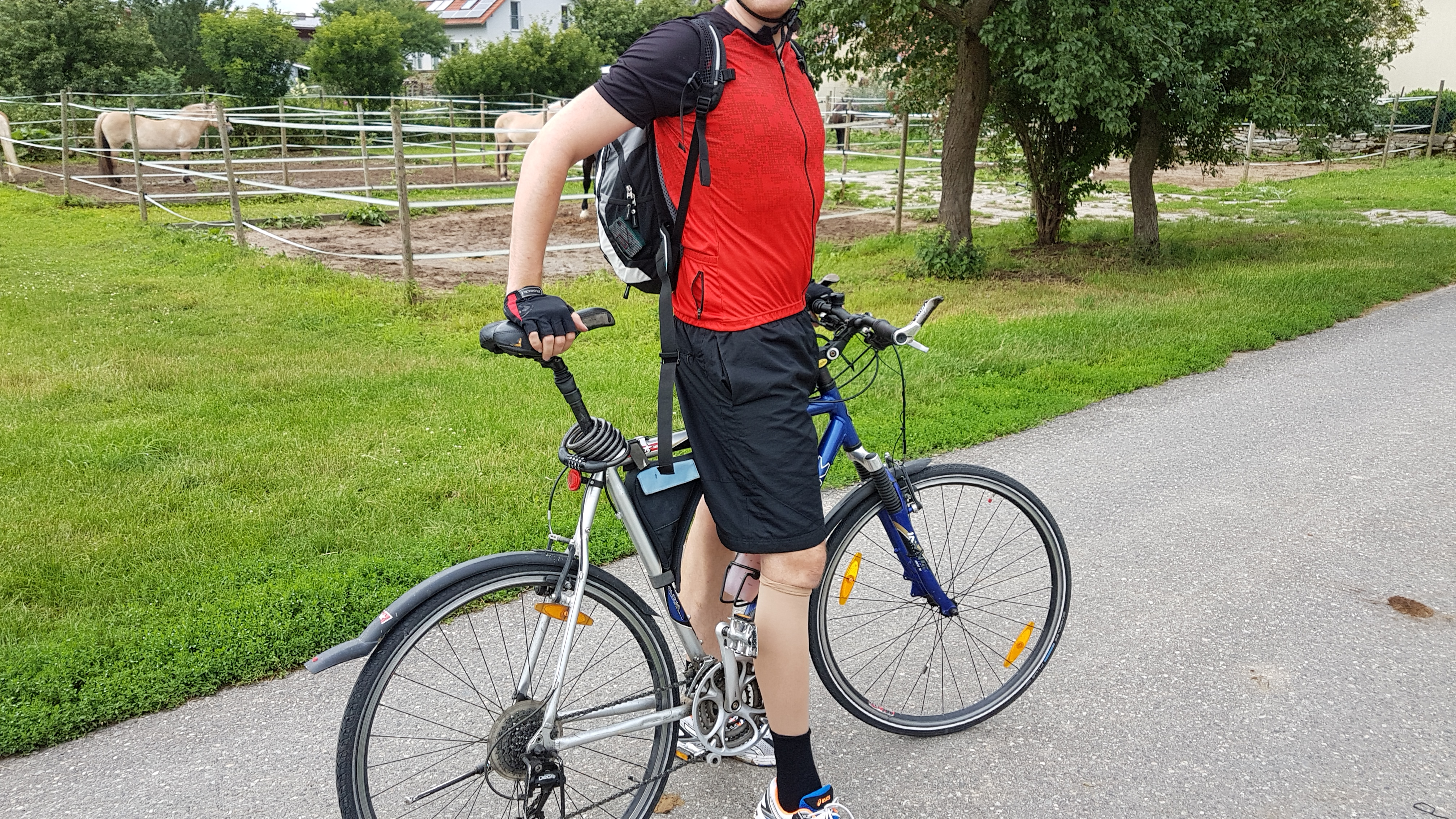
Wittigbachtalradweg in Unterwittighausen

### LUBW
Amtliche Online-Gewässerkarte mit passendem Ausschnitt und den hier benutzten Layern: Lauf und Einzugsgebiet des Wittigbachs

Allgemeiner Einstieg ohne Voreinstellungen und Layer: Daten- und Kartendienst der Landesanstalt für Umwelt Baden-Württemberg (LUBW) (Hinweise)
1. 1 2  Höhe nach dem Höhenlinienbild auf dem Hintergrundlayer Topographische Karte.
2. 1 2 3 4 5  Länge nach dem Layer Gewässernetz (AWGN).
3. ↑  Einzugsgebiet nach dem Layer Aggregierte Gebiete 04.
4. 1 2  Einzugsgebiet nach dem Layer Aggregierte Gebiete 05.
5. 1 2 3  Einzugsgebiet nach dem Layer Basiseinzugsgebiet (AWGN).
6. 1 2  Name nach Beschriftung auf dem Hintergrundlayer Topographische Karte.
7. ↑  Alternativname nach Beschriftung auf dem Hintergrundlayer Topographische Karte sowie – für ein Unterlaufstück – auch nach dem Layer Gewässername.

### Andere Belege
1. ↑  Hochwasservorhersagezentrale, Landesanstalt für Umwelt Baden-Württemberg (Übernommen am 12.02.2018)
2. ↑  Horst Mensching, Günter Wagner: Geographische Landesaufnahme: Die naturräumlichen Einheiten auf Blatt 152 Würzburg. Bundesanstalt für Landeskunde, Bad Godesberg 1963. → Online-Karte (PDF; 5,3 MB)
3. ↑  Höhe abgefragt auf dem Hintergrundlayer Amtliche Karte (Rechtsklick) auf: BayernAtlas der Bayerischen Staatsregierung (Hinweise)
4. ↑  Geologie nach den Layern
  - Geologische Karte von Bayern 1:500.000 auf: BayernAtlas der Bayerischen Staatsregierung (Hinweise)
  - Geologische Karte 1:50.000 auf: Mapserver des Landesamtes für Geologie, Rohstoffe und Bergbau (LGRB) (Hinweise)